# 姚氏 (乘公济妻)
姚氏，南朝齐女性人物。她的丈夫是吳興郡（今浙江省湖州市）乘公济。
姚氏嫁给乘公济，生了两个男孩。乘公济及兄长乘公愿、乘乾伯都去世了，乘公愿、乘乾伯各有一子乘欣之、乘天保。姚氏养育他们，卖田宅为他们娶媳妇，自己和两个儿子寄居到邻居家。建武三年（496年），齐明帝下诏为她的两个儿子完婚，表彰门闾，免除徭役。